# Lijst van Land- en Stadtkreise in Baden-Württemberg
Dit is een lijst van Landkreise en Stadtkreise in Baden-Württemberg.
De Stadt- en Landkreise zijn in vier Regierungsbezirken verdeeld:
| Regierungsbezirk           | Bestuurlijk centrum | Landkreise | Stadtkreise |
| -------------------------- | ------------------- | ---------- | ----------- |
| Regierungsbezirk Freiburg  | Freiburg            | 9          | 1           |
| Regierungsbezirk Karlsruhe | Karlsruhe           | 7          | 5           |
| Regierungsbezirk Stuttgart | Stuttgart           | 11         | 2           |
| Regierungsbezirk Tübingen  | Tübingen            | 8          | 1           |
| Baden-Württemberg          | Stuttgart           | 35         | 9           |

## Opbouw
Onderstaande lijst is als volgt opgebouwd:
- Kreis, kreisfreie Stadt: naam van de Landkreis respectievelijk kreisfreie stad
- Kreisstadt: naam van de Kreisstad: Bij de kreisfreise steden is deze cel leeg
- Wapen: officiële wapen van de Kreis respectievelijk kreisfreie stad
- Reg.-Bez., Ligging: Regierungsbezirk en positiekaart van de Kreis respectievelijk kreisfreie stad binnen de deelstaat Baden-Württemberg
- Kenteken: kentekens van de plaatselijke overheid
- Inwoners: inwonertal van de Landkreis respectievelijk kreisfreie stad[1]
- Oppervlakte: oppervlakte van de Landkreis respectievelijk kreisfreie stad in vierkante kilometers (km²)[2]
- Inw/km²: bevolkingsdichtheid in inwoner per vierkante kilometer
- Afbeelding: een typische afbeelding van de regio, waarmee de desbetreffende Landkreis respectievelijk kreisfreie stad identificeert wordt

## Overzicht
| Landkreis/ Stadtkreis             | Kreisstadt              | Wapen                                    | Reg.-Bez. Ligging | Kenteken(s)          | Inwoners (31-12-2020) | Oppervlakte (in km²) | Inw./km² | Afbeelding                                     |
| --------------------------------- | ----------------------- | ---------------------------------------- | ----------------- | -------------------- | --------------------- | -------------------- | -------- | ---------------------------------------------- |
| Alb-Donau-Kreis                   | Ulm                     |                                          | Tübingen          | UL                   | 198.204               | 1.358,54             | 146      | Blautopf                                       |
| Baden-Baden (Stadtkreis)          |                         |                                          | Karlsruhe         | BAD                  | 55.449                | 140,19               | 396      | Kurhaus Baden-Baden                            |
| Biberach                          | Biberach an der Riß     |                                          | Tübingen          | BC                   | 202.250               | 1.409,49             | 143      | Biberach Marktplatz                            |
| Böblingen                         | Böblingen               |                                          | Stuttgart         | BB, LEO              | 392.898               | 617,78               | 636      | Herrenberg Marktplatz                          |
| Bodenseekreis                     | Friedrichshafen         |                                          | Tübingen          | FN, TT, ÜB           | 217.901               | 664,74               | 328      | Meersburg                                      |
| Breisgau-Hochschwarzwald          | Freiburg im Breisgau    |                                          | Freiburg          | FR                   | 264.867               | 1.378,33             | 192      | Feldberg                                       |
| Calw                              | Calw                    | Wapen van de Landkreises Calw            | Karlsruhe         | CW                   | 160.149               | 797,32               | 201      | Nikolausbrücke met Nagold in Calw              |
| Emmendingen                       | Emmendingen             | Wapen van de Landkreises Emmendingen     | Freiburg          | EM                   | 166.862               | 679,81               | 245      | Merkgrafenschloss in Emmendingen               |
| Enzkreis                          | Pforzheim               | Wapen van de Enzkreises                  | Karlsruhe         | PF                   | 199.752               | 573,61               | 348      | Kloster Maulbronn                              |
| Esslingen                         | Esslingen am Neckar     | Wapen van de Landkreises Esslingen       | Stuttgart         | ES, NT               | 533.617               | 641,28               | 832      | Esslingen am Neckar                            |
| Freiburg im Breisgau (Stadtkreis) |                         | Wapen van de stad Freiburg im Breisgau   | Freiburg          | FR                   | 230.940               | 153,04               | 1.509    | Munster van Freiburg                           |
| Freudenstadt                      | Freudenstadt            |                                          | Karlsruhe         | FDS, HCH, HOR, WOL   | 118.364               | 870,41               | 136      | Stadtkirche Freudenstadt                       |
| Göppingen                         | Göppingen               |                                          | Stuttgart         | GP                   | 258.781               | 642,32               | 403      | De Hohenstaufen                                |
| Heidelberg (Stadtkreis)           |                         | Wapen van de stad Heidelberg             | Karlsruhe         | HD                   | 158.741               | 108,83               | 1.459    | Heidelberger Schloss                           |
| Heidenheim                        | Heidenheim an der Brenz |                                          | Stuttgart         | HDH                  | 132.812               | 627,12               | 212      | Vogelherdhöhle                                 |
| Heilbronn                         | Heilbronn               |                                          | Stuttgart         | HN                   | 346.363               | 1.099,94             | 315      | Burg Möckmühl                                  |
| Heilbronn (Stadtkreis)            |                         | Wapen van de stad Heilbronn              | Stuttgart         | HN                   | 126.458               | 99,90                | 1.266    | Heilbronn                                      |
| Hohenlohekreis                    | Künzelsau               | Wapen van de Hohenlohekreises            | Stuttgart         | KÜN, ÖHR             | 112.765               | 776,76               | 145      | Altes Künzelsauer Rathaus                      |
| Karlsruhe                         | Karlsruhe               |                                          | Karlsruhe         | KA                   | 446.852               | 1.084,97             | 412      | Marktplatz von Bretten                         |
| Karlsruhe (Stadtkreis)            |                         | Wapen van de stad Karlsruhe              | Karlsruhe         | KA                   | 308.436               | 173,42               | 1.779    | Schloss in Karlsruhe                           |
| Konstanz                          | Konstanz                | Wapen van de Landkreises Konstanz        | Freiburg          | KN, STO (BÜS)        | 286.876               | 817,97               | 351      | Konzilsgebäude in Konstanz rond 1900           |
| Lörrach                           | Lörrach                 | Wapen van de Landkreises Lörrach         | Freiburg          | LÖ                   | 228.842               | 806,67               | 284      | Burg Rötteln                                   |
| Ludwigsburg                       | Ludwigsburg             | Wapen van de Landkreises Ludwigsburg     | Stuttgart         | LB, VAI              | 544.971               | 686,77               | 794      | De Hohenasperg                                 |
| Main-Tauber-Kreis                 | Tauberbischofsheim      | Wapen van de Main-Tauber-Kreises         | Stuttgart         | TBB, MGH             | 132.684               | 1.304,12             | 102      | Marktplatz in Bad Mergentheim                  |
| Mannheim (Stadtkreis)             |                         | Wapen van de stad Mannheim               | Karlsruhe         | MA                   | 309.721               | 144,97               | 2.136    | Mannheimer Wasserturm                          |
| Neckar-Odenwald-Kreis             | Mosbach                 | Wapen van de Neckar-Odenwald-Kreises     | Karlsruhe         | MOS, BCH             | 143.797               | 1.125,95             | 128      | Mosbacher Rathaus                              |
| Ortenaukreis                      | Offenburg               | Wapen van de Ortenaukreises              | Freiburg          | OG, BH, KEL, LR, WOL | 432.580               | 1.860,30             | 233      | Schwarzwaldtracht                              |
| Ostalbkreis                       | Aalen                   | Wapen van de Ostalbkreises               | Stuttgart         | AA, GD               | 314.294               | 1.511,38             | 208      | Ellwangen                                      |
| Pforzheim (Stadtkreis)            |                         | Wapen van de stad Pforzheim              | Karlsruhe         | PF                   | 126.016               | 97,99                | 1.286    | Schloss- und Stiftskirche St. Michael          |
| Rastatt                           | Rastatt                 | Wapen van de Landkreises Rastatt         | Karlsruhe         | RA, BH               | 232.091               | 738,44               | 314      | Schloss Rastatt                                |
| Ravensburg                        | Ravensburg              | Wapen van de Landkreises Ravensburg      | Tübingen          | RV, SLG, ÜB, WG      | 285.888               | 1.632,08             | 175      | Weingarten 1917                                |
| Rems-Murr-Kreis                   | Waiblingen              | Wapen van de Rems-Murr-Kreises           | Stuttgart         | WN, BK               | 427.286               | 858,09               | 498      | Geburtshaus von Gottlieb Daimler in Schorndorf |
| Reutlingen                        | Reutlingen              | Wapen van de Landkreises Reutlingen      | Tübingen          | RT                   | 287.497               | 1.092,46             | 263      | Schloss Lichtenstein                           |
| Rhein-Neckar-Kreis                | Heidelberg              | Wapen van de Rhein-Neckar-Kreis          | Karlsruhe         | HD                   | 548.233               | 1.061,54             | 516      | Hockenheimring                                 |
| Rottweil                          | Rottweil                | Wapen van de Landkreises Rottweil        | Freiburg          | RW                   | 140.166               | 769,43               | 182      | Schwarzes Tor in Rottweil                      |
| Schwäbisch Hall                   | Schwäbisch Hall         | Wapen van de Landkreises Schwäbisch Hall | Stuttgart         | SHA, BK, CR          | 197.860               | 1.484,06             | 133      | Schwäbisch Hall                                |
| Schwarzwald-Baar-Kreis            | Villingen-Schwenningen  | Wapen van de Schwarzwald-Baar-Kreises    | Freiburg          | VS                   | 212.872               | 1.025,34             | 208      | De Baar                                        |
| Sigmaringen                       | Sigmaringen             | Wapen van de Landkreises Sigmaringen     | Tübingen          | SIG, SLG, STO, ÜB    | 130.946               | 1.204,22             | 109      | Schloss Sigmaringen                            |
| Stuttgart (Deelstaathoofdstad)    |                         | Wapen van de stad Stuttgart              | Stuttgart         | S                    | 630.305               | 207,32               | 3.040    | Fernsehturm Stuttgart                          |
| Tübingen                          | Tübingen                | Wapen van de Landkreises Tübingen        | Tübingen          | TÜ                   | 228.471               | 519,11               | 440      | Tübingen Neckarfront                           |
| Tuttlingen                        | Tuttlingen              | Wapen van de Landkreises Tuttlingen      | Freiburg          | TUT                  | 141.682               | 734,37               | 193      | Donautal                                       |
| Ulm (Stadtkreis)                  |                         | Wapen van de stad Ulm                    | Tübingen          | UL                   | 126.405               | 118,68               | 1.065    | Ulm met Münster                                |
| Waldshut                          | Waldshut-Tiengen        | Wapen van de Landkreises Waldshut        | Freiburg          | WT, SÄK              | 171.237               | 1.131,13             | 151      | Laufenburg                                     |
| Zollernalbkreis                   | Balingen                | Wapen van de Zollernalbkreises           | Tübingen          | BL, HCH              | 189.862               | 917,57               | 207      | Burg Hohenzollern                              |
| Baden-Württemberg                 | Baden-Württemberg       | Baden-Württemberg                        | Baden-Württemberg | Baden-Württemberg    | 11.103.043            | 35.747,76            | 311      |                                                |